# Rebeka (tango)
Rebeka – polskie tango skomponowane w 1932 przez Zygmunta Białostockiego do słów Andrzeja Własta.

## Wykonania
Premierowo piosenkę wykonywała Dora Kalinówna w rewii „Yo-Yo” teatru kabaretowego Morskie Oko w 1932 roku. Z czasem tango znalazło się w repertuarze m.in. Adama Astona, Stefana Witasa, Tadeusza Faliszewskiego, Zofii Terné, a po wojnie Gołdy Tencer, Sławy Przybylskiej, czy przede wszystkim Ewy Demarczyk, której wersja jest prawdopodobnie najbardziej znana.
W latach 80. Robert Stiller przetłumaczył „Rebekę” na język jidysz.
W 2011 r. na Festiwalu w Opolu, na koncercie poświęconym Ewie Demarczyk pt. „Panna, madonna, legenda tych lat”, utwór przypomniała Sonia Bohosiewicz. Z entuzjazmem została również przyjęta przeróbka „Rebeki” w wykonaniu Mai Kleszcz i incarNations, wykonana na Gali 31. Przeglądu Piosenki Aktorskiej „«Anioły w kolorze» – piosenki Ewy Demarczyk”. Ta wersja „Rebeki” zadebiutowała na Liście Przebojów Programu Trzeciego dnia 29 czerwca 2012 r.
Męską interpretację utworu wykonał Marek Dyjak, który zaśpiewał ją na albumie z 2011 r. pt. Moje fado i na jubileuszowej Gali 50. Festiwalu w Opolu (koncert „Opole! Kocham Cię!”). W 2013 r. Kayah wydała singel radiowy: w ramach projektu Transoriental Orchestra wykonała „Rebekę” w rozbudowanej formie, z wykorzystaniem licznych instrumentów orientalnych.
W 2017 roku, Beata Olga Kowalska wygrała ósmy odcinek programu Twoja twarz brzmi znajomo, emitowanego w telewizji Polsat, wcielając się w rolę Ewy Demarczyk i wykonując utwór „Rebeka”.

## Notowania

### Maja Kleszcz & IncarNations
| Lista                  | Pozycja |
| ---------------------- | ------- |
| Lista Przebojów Trójki | 16      |

### Kayah
| Lista                  | Pozycja |
| ---------------------- | ------- |
| Lista Przebojów Trójki | 33      |